# روبي برينك
روبي برينك (بالإنجليزية: Robbie Brink)‏ هو لاعب اتحاد الرغبي جنوب أفريقي، ولد في 21 يوليو 1971 في بريتوريا في جنوب أفريقيا.

## وصلات خارجية
- روبي برينك عل موقع إسبنسكروم (الإنجليزية)